# Museum en studiecentrum van sport dokter Melcior Colet
Het Museum en studiecentrum van sport Dr. Melcior Colet (in het Catalaans, Museu i Centre d'Estudis de l'Esport Doctor Melcior Colet) is een faciliteit gewijd aan de bevordering en de tentoonstelling van de meest belangrijke ontwikkelingen in de geschiedenis van de sport in Catalonië. Het is gevestigd in een art nouveau huis Casa Pere Company, gebouwd in 1911 door Josep Puig i Cadafalch in Carrer de Buenos Aires 56.
In 1982 gaf Dr. Melcior Colet i Torrabadella het gebouw aan de Generalitat of Catalonia om er een museum van te maken. Op december 1991 introduceerde het de officiële herdenkingsmedailles voor de Olympische Zomerspelen 1992.